# Gloria Calderón Kellett
Gloria Calderón Kellett est une actrice, réalisatrice, productrice et scénariste américaine.
Elle se fait connaître grâce à son travail sur les séries télévisées How I Met Your Mother (2007-2008), Leçons sur le mariage (2010-2012), Devious Maids (2013), Mixology (2014), iZombie (2015), Au fil des jours (2017-2019). 

## Biographie

### Jeunesse et formation
D'origine cubaine, Gloria Calderón grandit à Portland dans l'Oregon, première génération de parents immigrés arrivés aux États-Unis dans les années 1960.

### Carrière
À son arrivée à Hollywood, elle tente sa chance en tant qu'actrice mais finit par être frustrée par les rôles qui lui sont proposées : accro à la drogue, femme de mafieux ou jeune femme en danger, tous des stéréotypes de personnages latinos,. C'est cette frustration qui la pousse vers l'écriture. 
Elle écrit alors des pièces de théâtre, des courts-métrages et des épisodes pour How I Met Your Mother ou iZombie. 
Elle lance sa propre maison de production en 2008, appelée Small Fish Studios.
En 2017, elle créé un reboot de la série des années 1970 Au fil des jours intitulé aussi Au fil des jours, une série télévisée humoristique Netflix sur une famille cubaine dans l'Amérique actuelle. Elle s'inspire de sa propre enfance pour l'écriture de la série. Elle apparaît même dans les deux derniers épisodes de la saison 3 sous les traits de la nouvelle petite-amie de Victor, le père d'Elena et Papito. Après des mois de mobilisation, la série est finalement reprise par le réseau POP TV qui renouvelle le programme pour une quatrième saison, qui sera ensuite proposée en rediffusion sur CBS,.
Fin 2018, elle annonce être en discussion avec CBS Television Studios pour la création d'une nouvelle série comique nommée Shoulda Coulda Woulda, racontant l'histoire d'un groupe d'amis qui, après avoir reçu à 28 ans une lettre qu'ils se sont écrite adolescents, décident de se lancer dans la conquête de leurs rêves d'adolescents. Elle sera aussi la productrice exécutive d'une autre série CBS, Just Like Us, créé par Debbie Wolfe avec qui elle travaille sur Au fil des jours.
Elle est listée parmi les 50 show runner les plus importants de l'année par The Hollywood Reporter en 2018.

### Philanthropie
Engagée dans les droits pour les personnes immigrées, elle lance en juin 2018 une cagnotte pour venir en aide aux familles séparées à la frontière américano-mexicaine par le gouvernement Trump. 
Elle s'engage aussi en 2018 dans le projet 50/50 by 2020 avec plusieurs autres personnalités d'Hollywood dont America Ferrera, Lupita Nyong'o et Shonda Rhimes, projet qui a pour but de faire d'atteindre l'équité à Hollywood d'ici 2020, en mettant en avant les femmes et les personnes de couleur de l'industrie.

## Filmographie

### Réalisatrice

#### Cinéma
- 2011 : Blind (court métrage)
- 2012 : Mouthbreather (court métrage)

#### Télévision
- 2017 : Misery Loves Compagny (série télévisée, 1 épisode)
- 2018-2019 : Au fil des jours (série télévisée, 3 épisodes)
- 2019 : Mr. Iglesias (série télévisée, 1 épisode)
- 2019 : Merry Happy Whatever (série télévisée, 1 épisode)

### Productrice

#### Cinéma
- 2010 : Very Dirty Things de Richie Keen (court-métrage)
- 2010 : Blind de John Arlotto et elle-même (court-métrage)
- 2012 : Guitar Face de Christopher Hanada et Tanner Kling (court-métrage)

#### Télévision
- 2007-2008 : How I Met Your Mother (série télévisée, 20 épisodes)
- 2010-2012 : Leçons sur le mariage (série télévisée, 35 épisodes)
- 2013 : Devious Maids (série télévisée, 12 épisodes)
- 2014 : Mixology (série télévisée, 12 épisodes)
- 2015 : IZombie (série télévisée, 12 épisodes)
- 2017-2019 : Au fil des jours (série télévisée, 39 épisodes)
- 2018 : History of Them (pilote non retenu par CW)

### Scénariste

#### Cinéma
- 2008 : Wounded de John Arlotto (court-métrage)
- 2010 : Very Dirty Things de Richie Keen (court-métrage)
- 2011 : Blind de John Arlotto et elle-même (court-métrage)
- 2012 : Guitar Face de Christopher Hanada et Tanner Kling (court-métrage)

#### Télévision
- 2004 : Les Quintuplés (série télévisée, 1 épisode)
- 2006-2007 : How I Met Your Mother (série télévisée, 25 épisodes)
- 2010-2013 : Leçons sur le mariage (série télévisée, 5 épisodes)
- 2013 : Devious Maids (série télévisée, 2 épisodes)
- 2014 : Mixology (série télévisée, 1 épisode)
- 2015 : iZombie (série télévisée, 1 épisode)
- 2017-2019 : Au fil des jours (série télévisée, 39 épisodes)
- 2018 : History of Them (pilote non retenu par CW)

### Actrice

#### Cinéma
- 2008 : Wounded de John Arlotto : l'infirmière
- 2010 : Very Dirty Things de Richie Keen : Jennifer
- 2017 : Cups & Robbers de Jim Simone : Anna la serveuse

#### Télévision
- 2000 : Boston Public : Sheryl Holt Look-Alike (1 épisode)
- 2010 : How I Met Your Mother : Rachel (1 épisode)
- 2014 : Trophy Wife : Maggie (1 épisode)
- 2016 : The Real O'Neals : la femme (1 épisode)
- 2017 : Angie Tribeca : Gretchen (1 épisode)
- 2017-2018 : Jane the Virgin : la productrice exécutive (4 épisodes)
- 2019 : Au fil des jours : Nicole (2 épisodes)
- 2019 : Dead to Me : Patty (1 épisode)

## Récompenses et distinctions
Sauf indication contraire ou complémentaire, les informations mentionnées dans cette section proviennent de la base de données IMDb.

### Récompenses
- ALMA Awards 2008 : meilleur scénario dans une série télévisée pour How I Met Your Mother

### Nominations
- ALMA Awards 2006 : meilleur scénario dans une série télévisée pour How I Met Your Mother